# Живописная Украина

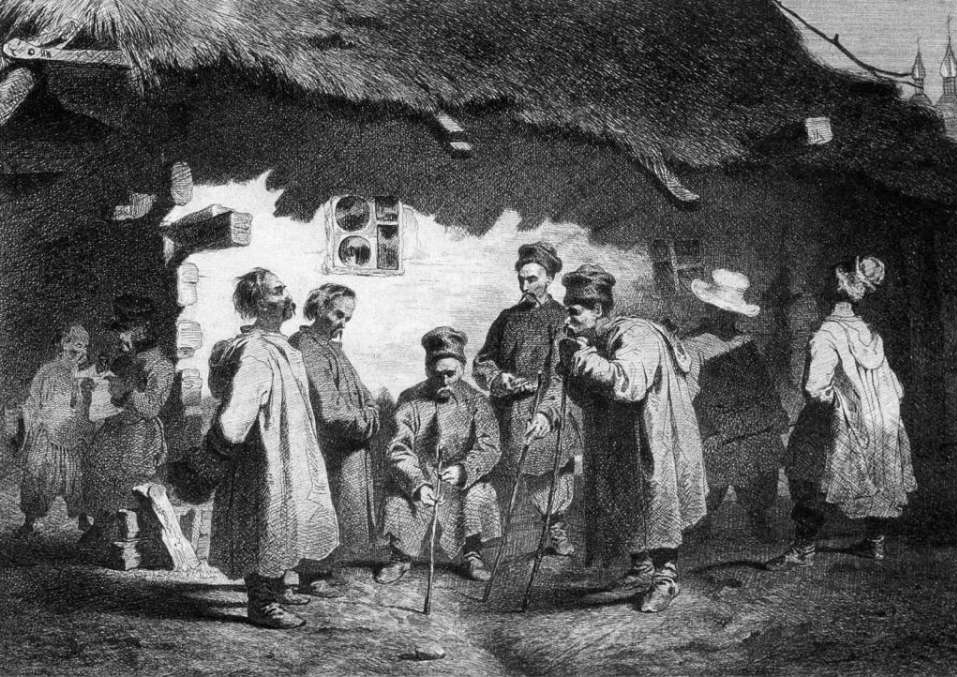
Офорт Т. Г. Шевченко. «Судная рада» из альбома «Живописная Украина». 1844 г.

«Живописная Украина» (укр. «Живописна Україна») — серия офортов украинского поэта и художника Тараса Григорьевича Шевченко.
Замысел издания серии офортов, воспевающих красоту Украины возник у Т. Шевченко в 1843 году во время его путешествия по родине, о чём свидетельствуют его рисунки и эскизы, сделанные во время этой поездки. Решение автора выполнить задуманную серию именно в офорте было для своего времени смелым и новым, так как в Императорской Академии художеств, где в это время господствовала классическая резцовая гравюра, и офортом практически никто не занимался.

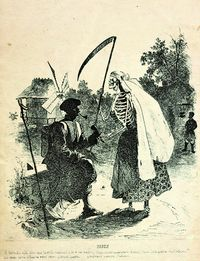
Офорт Т. Г. Шевченко. «Сказка» из альбома «Живописная Украина». 1844 г.

Т. Шевченко пришлось заниматься этой новой для себя работой почти самостоятельно. Материала, привезенного с Украины, Шевченко хватало, надо было только выбрать сюжеты, отвечающие задуманной им программе. Из намеченного им, известно лишь анонсированные: первый (и единственный) выпуск «Живописной Украины» должен был состоять из 6 офортов про историческое прошлое, народный быт, обычаи и фольклор, природу и исторические памятники Украины. Над этой серией автор продолжал работу на протяжении всего 1844 года.

В 1845 должен был выйти второй выпуск «Живописной Украины». Этот замысел Т. Шевченко с энтузиазмом поддержали его единомышленники. Идею выпуска издания, а впоследствии и его распространения горячо поддержала княжна В. Н. Репнина, дочь бывшего генерал-губернатора Н. Г. Репнина-Волконского: «… получив Ваше письмо, я часто молилась за Вас или, лучше сказать, за успех Вашего дела». Но для успешного осуществления своего грандиозного проекта Т. Шевченко потребовалась помощь (особенно, материальная) и вообще всяческое содействие официальных лиц и учреждений. Княжна Варвара Репнина провела подписку на «Живописную Украину» с помощью друзей Шевченко и при содействии официальных лиц. Так, 6 сентября вышел рапорт с сообщением об организации подписки на это издание. Продолжала активно помогать в распространении «Живописной Украины» и В. Н. Репнина. 

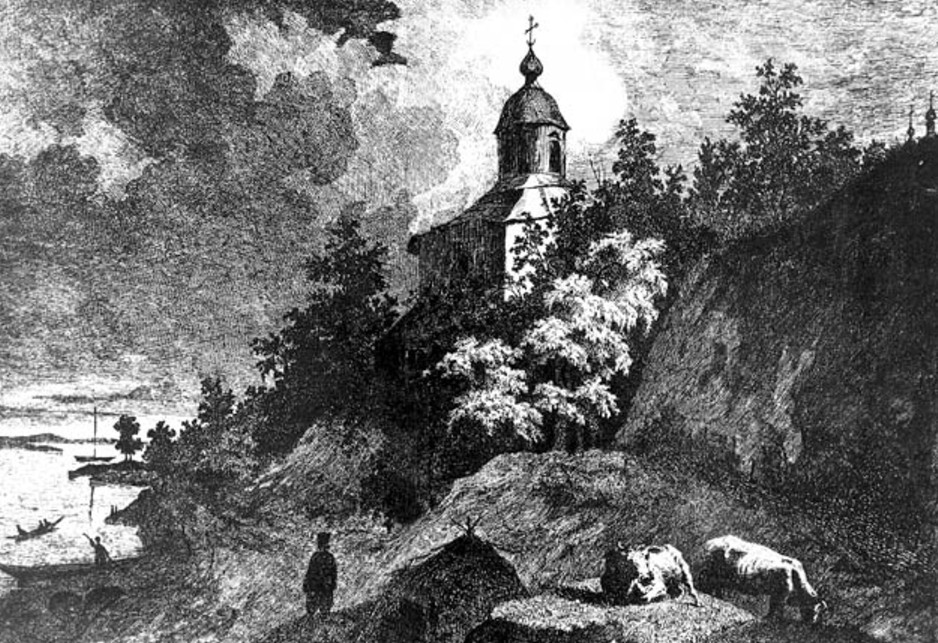
«Выдубицкий монастырь»

20 октября на имя харьковского генерал-губернатора поступает сообщение исполняющего обязанности предводителя дворянства Полтавского уезда о принятых мерах по распространению издания. Этим же днем датировано письмо черниговского губернского предводителя дворянства В. Н. Ладомирского генерал-губернатору Н. А. Долгорукову с сообщением о подписке на эстампы «Живописная Украина». Это был ответ на уже упоминавшееся письмо Н. Долгорукова (сентябрь 1844) с просьбой о распространении подписки на «Живописную Украины» среди дворян. А вскоре, 3 ноября, в канцелярию генерал-губернатора Н. Долгорукова обратился харьковский гражданский губернатор С. Н. Муханов с просьбой прислать ему эстампы Т. Шевченко.
В конце ноября 1844 вышел из печати полностью весь альбом офортов под названием «Живописная Украина». К автору продолжали поступать неофициальные и официальные заказы на это издание. Так, в письме от 13 декабря 1844 княжна Репнина просит выслать ей "на первый случай хотя 100 экземпляров «Живописной Украины».
В 1845 Т. Шевченко запланировал продолжить издание и подготовить к печати второй выпуск «Живописной Украины», но из-за нехватки денег должен был дело прекратить. Первый выпуск не принес ему ожидаемых средств на планируемый им выкуп из крепостничества родственников Шевченко.